# Gahanga
Gahanga è un settore (imirenge) del Ruanda, parte della Provincia di Kigali e del distretto di Kicukiro.